# Ewelina Kamczyk
Ewelina Kamczyk, född den 22 februari 1996, är en polsk fotbollsspelare.
Ewelina Kamczyk inledde sin seniorkarriär med spel i Czarni Gorzyce år 2011. Hon har även spelat för bland annat RTP Unia Racibórz och Medyk Konin innan hon 2021 värvades av FC Fleury 91. Hon har även representerat det polska damlandslaget där hon debuterade år 2014.